# Morgan Library & Museum

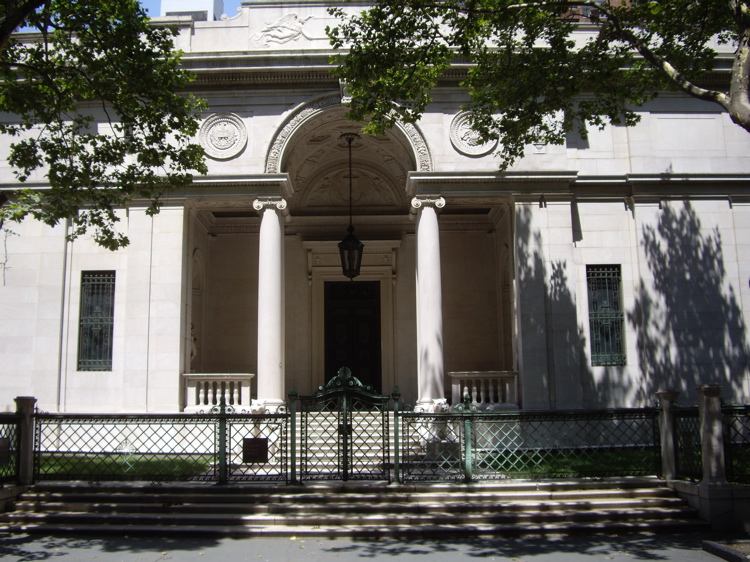
Budynek Morgan Library & Museum

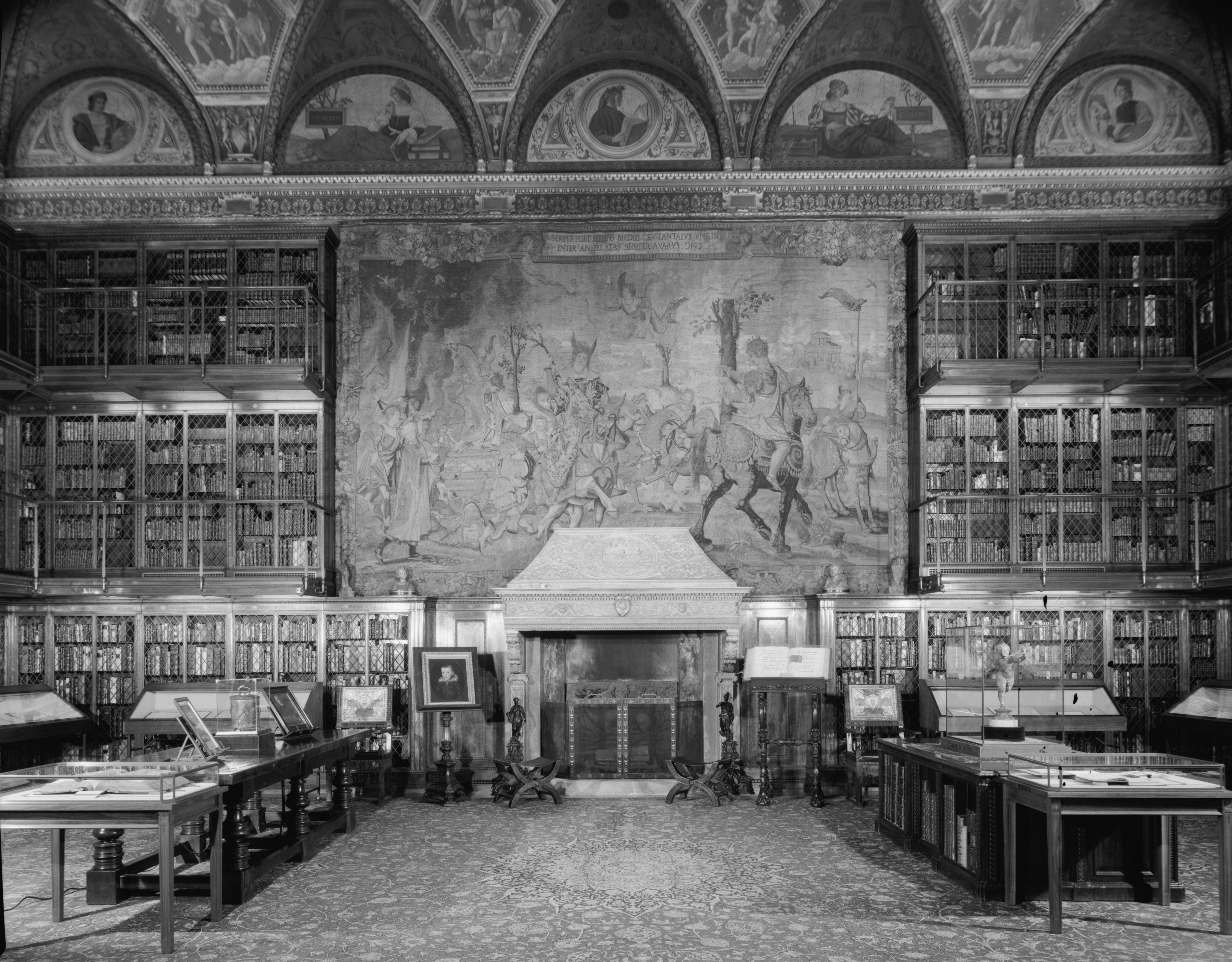
Wnętrze Morgan Library & Museum (1963)

Morgan Library & Museum (oficjalna nazwa przyjęta w 2005, wcześniej Pierpont Morgan Library) – muzeum oraz biblioteka w Nowym Jorku.
Zawiera kolekcję papirusów, inkunabułów, starodruków, książek, utworów muzycznych i grafik. Trzon zbiorów pochodzi z prywatnej kolekcji przemysłowca J.P. Morgana utworzonej w 1906 roku. Budynek został zaprojektowany przez Charlesa Follena McKima, a wykonany w 1924 roku za sumę 1,2 miliona dolarów. W 1966 roku obiekt ten został uznany za National Historic Landmark.
Przechowywana tu jest wielka kolekcja inkunabułów, starodruków i  pierwsze wydania Biblii, wśród nich trzy egzemplarze Biblii Gutenberga. Zbiory obejmują też starożytne rękopisy z Egiptu oraz średniowieczne kodeksy (np. Biblia Maciejowskiego) i księgi o liturgicznym przeznaczeniu (wśród nich literatura koptyjska i np. Godzinki Henryka VIII). Muzeum przechowuje jedną z największych na świecie kolekcji pieczęci cylindrycznych ze starożytnego Bliskiego Wschodu.
Morgan Library & Museum przechowuje dzieła takich artystów jak: Gaston Phoebus, Albrecht Dürer, Leonardo da Vinci, Michał Anioł, Rafael, Rembrandt, Peter Paul Rubens, Rembrandt, Thomas Gainsborough, John Ruskin, John Leech, Jean de Brunhoff, Pablo Picasso, Paul Cézanne, Vincent van Gogh.